# San Filippo di Pellaro
San Filippo (San Fulìppu in dialetto reggino) di Pellaro è una frazione del comune di Reggio Calabria e fa parte della XV circoscrizione.

## Le origini
Il primo documento ufficiale in cui appare il nome di Pellaro è legato proprio a San Filippo e risale circa al 1067. Proprio in questi anni le nostre terre sono state testimoni della migrazione dei monaci di rito greco, che fuggirono dalla Sicilia perché perseguitati dai Turchi musulmani che avevano invaso l'isola. Furono proprio i monaci a fondare i monasteri basiliani in Calabria, tra i quali quello di San Filippo d'Argirò.
Oggi sul posto dove sorgeva il monastero non vi restano altro che i ruderi di una chiesa, a nord della vallata Fiumarella, in una posizione panoramica distante circa 3 km dal mare. Invece l'attuale chiesa che ne perpetua il nome è stata edificata nel 1961.

## La storia
Chiamato pure San Filippo d'Jiriti (o Iriti/de Gruti/de Mirrisi), prendeva il nome dal monastero che vi fu fondato, nel territorio di Pellaro. Ed è proprio qui, sulle colline alle spalle di questo paese, a 3 km circa dal centro abitato di Pellaro, sulla sponda destra del torrente Fiumarella, ai piedi di Motta San Giovanni, che ancora oggi si possono notare i ruderi dell'antico monastero, accanto alla chiesetta ricostruita nuovamente circa 150 anni or sono.
La nascita di questa sacra istituzione ha origine antiche. Nel seconda metà del VI secolo, un giovane uomo di nome Filippo, di discendenza siriaca, fu commissionato dal Papa dell'epoca (dai documenti ufficiali non ci viene specificato il nome), di recarsi nell'isola siciliana ad allontanare gli spiriti demoniaci presenti ai piedi dell'Etna. Durante il suo viaggio da Roma fece tappa in varie zone del paese, tra cui a Reggio Calabria, subito prima di approdare a Messina per poi recarsi ad Agira. Fu proprio in questa città, dove svolse gran parte della sua vita apostolica, che egli venne sepolto e fu chiamato appunto San Filippo di Agira o d'Argirò. La devozione e il culto verso questo santo ci venne tramandato proprio dai popoli siciliani, che, scappavano dall'isola siciliana, rifugiandosi sulle coste calabresi, per sfuggire alle invasioni dei popoli saraceni.
Nella Chiesa attuale è presente una statua lignea (alta circa 2 m realizzata a Firenze nel 1918 per un ex voto di Vitaliano Scambia con obolo popolare e restaurata circa 10 anni fa) raffigurante San Filippo che tiene legato alla catena una creatura demoniaca.
Si deduce quindi che tale monastero appartenga all'ordine dei basiliani. Esso viene citato nei testi delle Decime dal 1274 al 1434, e la cospicuità delle somme versate ne definisce il benessere e l'opulenza che aveva al tempo.
Qualche secolo dopo (passò in commenda ai prelati secolari), esattamente nel 1457, succede Atanasio Calceopulo (che definisce il monastero come “de Gruti” e lo ubica a circa 2 km da Motta San Giovanni, direzione mare) ed il monastero è decisamente in declino: vi dimora solamente un anziano monaco di nome Verzanofro, mentre l'abate abita lontano da esso, e nei pressi del monastero e intorno ad esso vi sono soltanto animali da pascolo.
Nel 1473 come prelato è presente il monaco Giovanni, che nel 1475 lo accorpa al monastero di Sant'Antonio del Campo. Il secolo successivo, nel 1551 viene ispezionato dal Terracina, che riferisce che il monastero è custodito da un abate di origine greca di nome Barnaba Catanoso insieme a due monaci, che tengono l'abbazia in ottime condizioni celebrando regolarmente la funzione con rito greco (quest'alternanza di condizioni denotano che il convento veniva custodito a seconda all'interesse dei monaci che vi risiedevano).
Poco dopo, nel 1555, Catanoso rinuncia all'incombenza del monastero; esaminando altri documenti del Vaticano si evince che dopo di lui si susseguirono Giovanni del Guerreco fino al 1577, Aurelio Saviniano da Bologna fino al 1579, e successivamente l'abate don Giulio Cesare Minutolo, ovvero figlio di Giovanni Minutolo, barone di Motta San Giovanni negli anni a cavallo fra il 1561 ed il 1564, come testimoniato nel "Visita di D'Afflitto", un testo risalente al 1595. Sempre dal" D'Afflitto" sappiamo che nel 1594 è opportuno apportarvi delle ristrutturazioni in seguito ai danneggiamenti provocati dalle invasioni turche; ci vengono anche riportate alcune annotazioni del convento: la chiesa misura 7,50 per 4,50 m circa, che la festa del Santo viene celebrata il 12 maggio di ogni anno(la festa del Santo non si celebra più da circa 30 anni e la data della ricorrenza è il 26 maggio. Le uniche manifestazioni festive si svolgono nel mese di agosto a cura Qualche anno dopo, quando nel 1628 Giulio Cesare Minutolo muore, l'alto prelato passa l'incarico del monastero alla Comunità Latina di Reggio.
È dell'arcivescovo Francesco Converti nel 1888, l'ultima notizia degna di nota, che sottolinea come sia la chiesa che il monastero fanno parte (come oggi) della parrocchia di Pellaro-Lume.

## Il monastero e la chiesa
Nella zona di San Filippo, in quella che allora veniva chiamata Contrada degli Jiriti sorgono i ruderi dell'antico monastero basiliano intitolato a San Filippo d'Argirò e che risale dunque al XII secolo. Attualmente non è possibile accertarsi della vera struttura del complesso, dato che si possono solo osservare macerie informi e per lo più interrate, qualche pilastro con archi a tutto sesto e un'abside. Le rovine si affacciano alla sponda destra del torrente Fiumarella, mentre dall'altro lato incombono le pendici del colle Monalla (Munadda).
Si notano, inoltre, una piccola nicchia in calce, probabilmente dipinta, tre archi di cui due interrati, in direzione est-ovest, uno in direzione nord-sud.
Secondo lo studioso De Lorenzo il monastero decadde verso il XV secolo e scomparse le rovine, restò solo una chiesa.
Altre testimonianza rivelano che il monastero di San Filippo di Argirò di Pellaro sia stato voluto nel 1130 da Ruggero II, detto Ruggero il normanno, figlio e successore di Ruggero I di Sicilia della dinastia degli Altavilla. Fu re di Sicilia, Puglia e Calabria dal 1130 al 1154. Gli sono tributati l'accorpamento sotto un unico regno di tutte le conquiste normanne dell'Italia meridionale e l'organizzazione di un governo efficiente, personalizzato e centralizzato.
La chiesa di San Filippo, dedicata all'omonimo santo di Argirò, è di costruzione abbastanza recente (1961) e si compone di un'unica navata, con presbiterio rialzato e senza abside. La copertura con grandi capriate in legno, risale ai lavori compiuti nel 1997. L'esterno in muratura listata, presenta una facciata a capanna con campanile laterale, anch'esso risalente ai lavori del 1997. L'unica entrata è arcuata e sopra di essa è presente un rosone in vetro, raffigurante la Madonna, realizzato dall'artista Mario Strati.

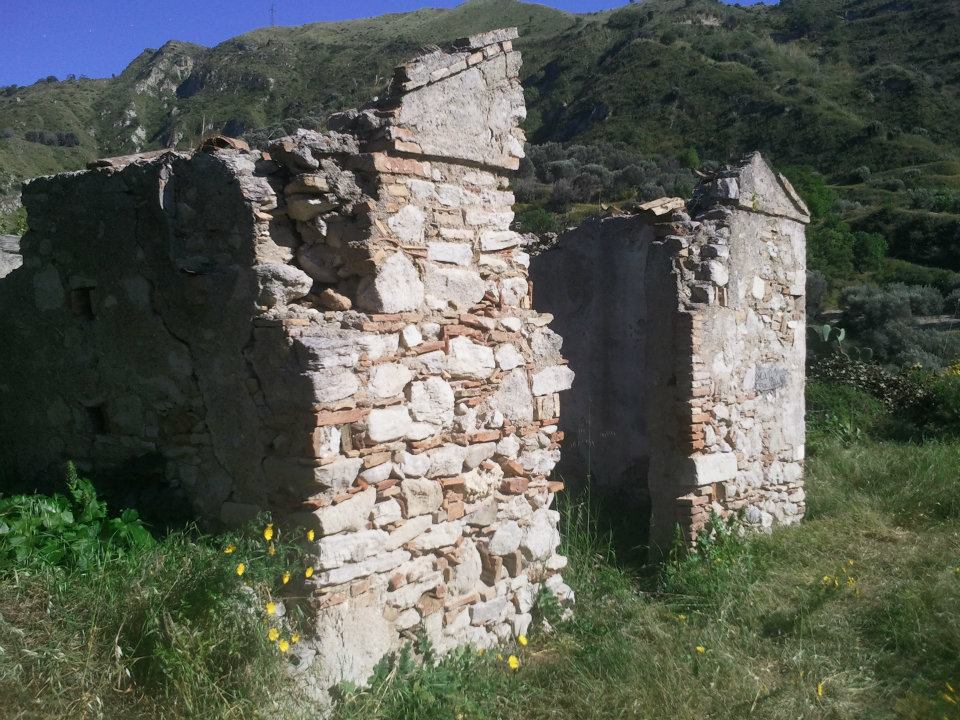
Ruderi del monastero di San Filippo d'Argirò a Pellaro

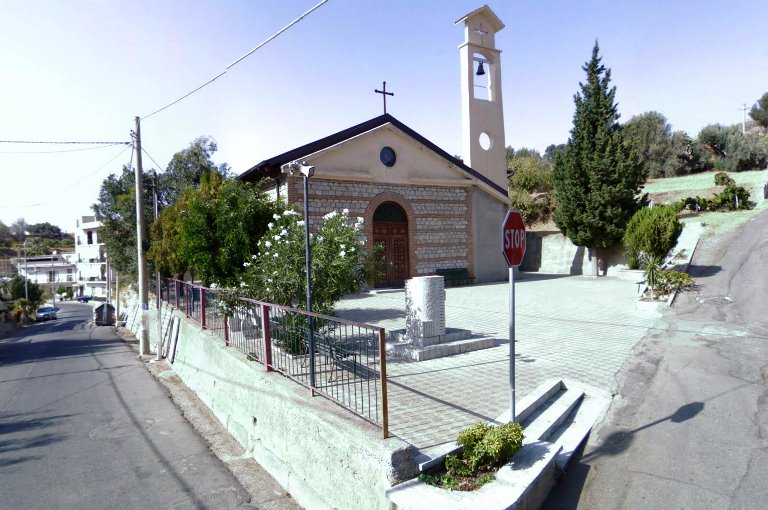
Chiesa di San Filippo di Pellaro

## Il paese
Il paese di San Filippo è situato a 3 km dalla costa di Pellaro, 10,95 km a sud dal Comune di Reggio Calabria. Confina con il Comune di Motta San Giovanni ed è costeggiato dalla vallata Fiumarella, attraversato dall'omonimo torrente. È composto da circa 500 abitanti che popolano il paese costeggiando l'unica strada che parte da Via Sopralume (svincolo all'altezza del Km 7 della Strada statale 106 Jonica) per circa 3 km fino alla piazza del paese che segna la fine del percorso.
Il paese si divide in varie zone così chiamate:
- Comuneria (a Cumunia) a nord del paese;
- Largo (U Largu) a nord del paese;
- Rosario (U Rusariu) a nord-ovest del paese;
- Stretto (U Strittu) a sud del paese;
- Feudo (U Feu) a sud-est del paese;

È inoltre presente un'altra zona limitrofa a nord del paese detta Pantano (Pantanu) in cui è presente un traforo (un pozzo che appartenne al barone Nesci) che da oltre un secolo soddisfa gran parte del fabbisogno idrico di Pellaro.
Il paese è formato per lo più da edifici di nuova costruzione ma sono presenti anche fabbricati antichi, qualcuno di essi recentemente ristrutturato. Sono presenti due piazze delle quali una è antistante la Chiesa ed è luogo di manifestazioni pubbliche e sociali.

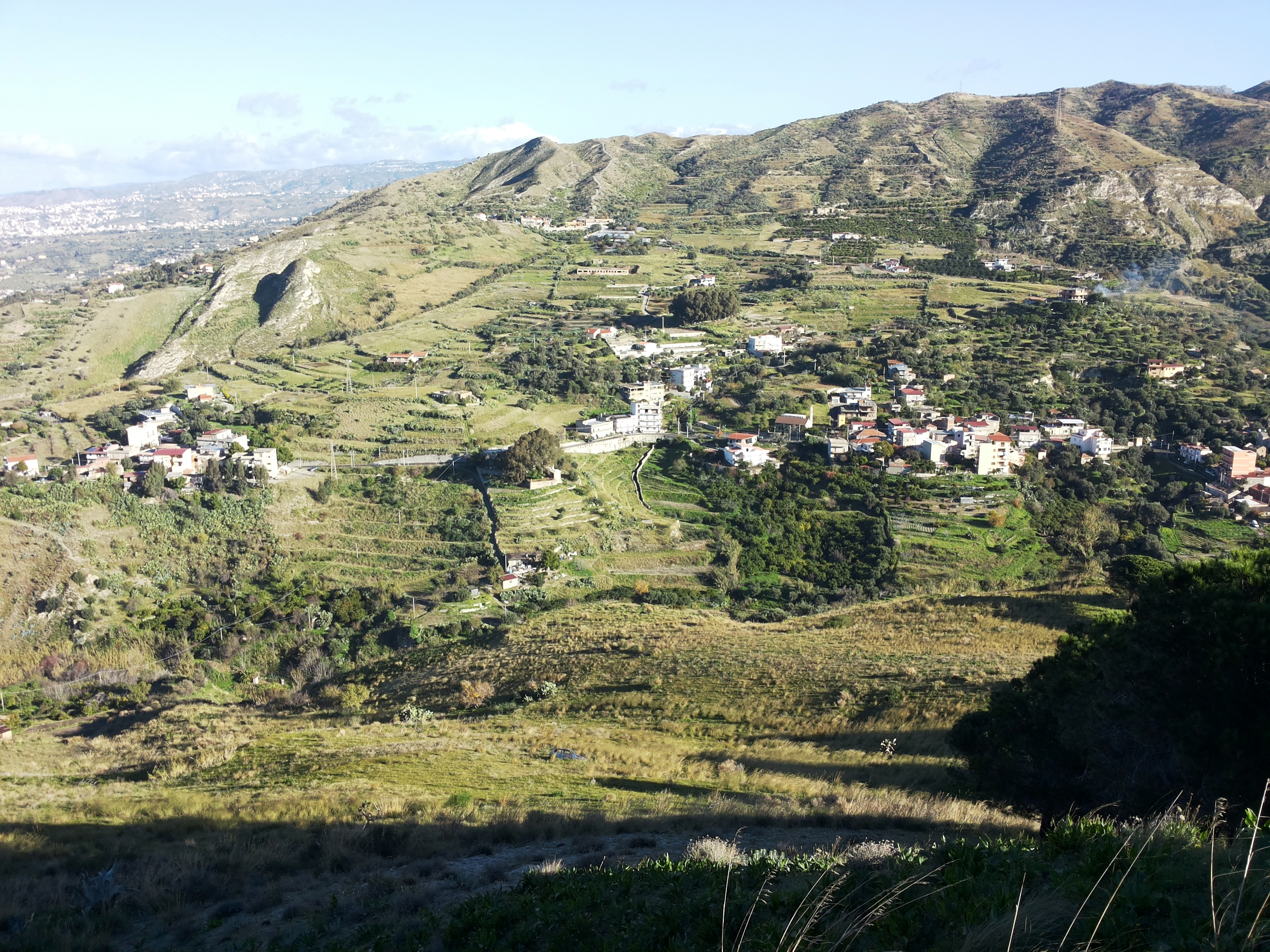
San Filippo di Pellaro - Vista Panoramica

.

## Servizio di trasporto urbano
Il quartiere è servito dalla linea 113 dell'azienda di trasporto pubblico cittadino.

## Il vino
È uno del più rinomati vini rossi della viticoltura calabrese (Vino di Pellaro).
Anche lo storico e letterato Flavio Magno Aurelio Cassiodoro, vissuto a Squillace, in alcuni manoscritti, esaltava le qualità salutari di questa inebriante bevanda.
È prodotto con uve nerello campoto, alicante, malvasia bianca e bordeaux, ha un colore rosso rubino più o meno carico, un profumo vinoso e un sapore asciutto.
Viene prodotto sulle colline di Pellaro (Pantano e San Filippo), dal terreno sabbioso e asciutto, soleggiate e ad una altitudine di 100/150 m s.l.m.
La vendemmia avviene verso metà settembre; dopo pigiate, le uve vanno lasciate a fermentare per 48/60 ore, poi pressate e il mosto messo in serbatoi d'acciaio a temperatura controllata, dove resterà fino al primo travaso nel mese di novembre. Dopo altri travasi a febbraio e maggio, il vino viene messo in botti di legno di rovere per circa due mesi e poi messo in bottiglia a 18 mesi dalla vendemmia dove affinerà per almeno due mesi. La gradazione alcolica è di 14°/16°.